# ترور استینز
ترور استینز (انگلیسی: Trevor Stines؛ زاده ۱۵ ژوئیه ۱۹۹۶) یک آمریکایی بازیگر است. برای نقش جیسون بلوسم در ریوردیل شناخته می شود.